# North Fork Kuskokwim
Pour les articles homonymes, voir North Fork.
La rivière North Fork Kuskokwim est un cours d'eau d'Alaska, aux États-Unis situé dans la région de recensement de Yukon-Koyukuk. C'est un affluent du fleuve Kuskokwim.

## Description
Longue de 150 milles (241 km), elle coule en direction du sud-ouest pour rejoindre la rivière East Fork Kuskokwim et former le fleuve Kuskokwim à 5 milles (8 km) de Medfra.
Son nom indien a été référencé en 1907 comme étant Tichinnik par Gordon.